# 安邁科技
安邁科技（AMI，舊稱American Megatrends, Inc.）是美国一家硬件和软件公司，產品以PC硬件和固件為主。 该公司由Pat Sarma和Subramonian Shankar于1985年创辦。 公司总部位于美国佐治亚州格威内特县。该公司起初是一家主板制造商 。随着台灣的主板制造商崛起，安邁科技開始替主板制造商开发BIOS固件。2001年，安邁科技将其RAID部门出售给LSI公司。

## 更多阅读
- American Megatrends, Inc. . Windcrest/McGraw-Hill. 1993. ISBN 0-07-001562-7.
- American Megatrends Inc. . McGraw-Hill Ryerson, Limited. 1994. ISBN 0-07-001561-9.